# Maggie May
Maggie May ist ein Lied des britischen Musikers Rod Stewart, das im Mai 1971 erschien und als Single zum Nummer-eins-Hit und Millionenseller avancierte.

## Entstehung und Veröffentlichung
Geschrieben und produziert wurde das Lied vom Interpreten selbst. Beim Schreibprozess erhielt Stewart Unterstützung durch Martin Quittenton. Bei der Aufnahme des Liedes waren neben Quittenton (akustische Gitarre) und Stewart (Gesang) zwei von Stewarts Bandkollegen, von den Faces, beteiligt: Ian McLagan (Hammondorgel) und Ronnie Wood (E-Gitarre und E-Bass). Dazu kamen Ray Jackson von der Band Lindisfarne (Mandoline), Pete Sears (Celesta) sowie Micky Waller (Schlagzeug).
Die Erstveröffentlichung von Maggie May erfolgte im Mai 1971 bei Mercury Records, als Teil von Stewarts dritten Studioalbum Every Picture Tells a Story (Katalognummer: 6336 548). Das Lied wurde dabei in letzter Minute dem Album hinzugefügt. Am 30. Juli desselben Jahres erschien das Lied als Singleauskopplung aus dem Album. Diese erschien unter anderem als Doppel-A-Single mit Reason to Believe (Katalognummer: 6052 097) oder auch im Folgejahr als 7″-Single mit der B-Seite (I Know) I’m Losing You (Katalognummer: C-30157) sowie als gleichnamige EP mit vier Titeln (Katalognummer: 6253 012).
Die Albumversion wird von einem halbminütigen Gitarrensolo Quittentons eingeleitet, das unter dem Namen Henry als eigener Titel gelistet ist. Die Mandoline hatte Stewart für Mandolin Wind benötigt, das als einer der ersten Titel für Every Picture Tells a Story aufgenommen worden war. Da ihm die Aufnahme gefiel, beschloss er, die Mandoline auch bei Maggie May einzusetzen. Besonders zum Tragen kommt das Instrument am Ende des Liedes. 2003 drohte Ray Jackson, der die Mandoline spielte, seine Rechte als Koautor von Maggie May einzuklagen, da der Erfolg des Liedes auch auf seinem Mandolinenpart beruhe; zur Klage kam es jedoch nicht.

## Inhalt
Das Lied erzählt von einem Schüler, der von einer älteren Frau verführt wurde und sich aus dieser Beziehung befreien will. Laut Stewart basiert der Text lose auf seiner eigenen ersten sexuellen Erfahrung mit 16 Jahren; die Frau hieß jedoch nicht Maggie May, vielmehr benutzte Stewart den Titel eines alten englischen Folktitels, den die Beatles 1969 für ihr Album Let It Be aufgenommen hatten. Im Text von Stewarts taucht der vollständige Name „Maggie May“ jedoch nicht auf, sondern lediglich der Vorname.

## Rezeption
Maggie May wurde nicht als hitverdächtig angesehen, nicht zuletzt wegen der für Singles ungewöhnlichen Länge. Allerdings spielten einige Radiostationen lieber Maggie May als Reason to Believe.
Im Jahr 2004 führte das Rolling Stone das Lied auf Rang 130 der 500 besten Songs aller Zeiten. 2017 wurde es in die Grammy Hall of Fame aufgenommen.

## Kommerzieller Erfolg

### Chartplatzierungen
Maggie May avancierte zum Nummer-eins-Hit in den US-amerikanischen Billboard Hot 100 und den britischen Singlecharts. Darüber hinaus erreichte es Top-10-Platzierungen in Belgien und den Niederlanden (je Rang 3) sowie in der Schweiz (Rang 5).
| ChartsChartplatzierungen       | Höchstplatzierung | Wochen |
| ------------------------------ | ----------------- | ------ |
| Deutschland (GfK)              | 11 (17 Wo.)       | 17     |
| Schweiz (IFPI)                 | 5 (11 Wo.)        | 11     |
| Vereinigte Staaten (Billboard) | 1 (41 Wo.)        | 41     |
| Vereinigtes Königreich (OCC)   | 1 (21 Wo.)        | 21     |

| ChartsJahrescharts (1971)      | Platzierung |
| ------------------------------ | ----------- |
| Vereinigte Staaten (Billboard) | 2           |

### Auszeichnungen für Musikverkäufe
| Land/Region                  | Auszeichnungen für Musikverkäufe (Land/Region, Auszeichnung, Verkäufe) | Verkäufe  |
| ---------------------------- | ---------------------------------------------------------------------- | --------- |
| Neuseeland (RMNZ)            | 3× Platin                                                              | 90.000    |
| Vereinigte Staaten (RIAA)    | 2× Platin                                                              | 2.000.000 |
| Vereinigtes Königreich (BPI) | Platin                                                                 | 1.000.000 |
| Insgesamt                    | 6× Platin ·                                                            | 3.090.000 |

Hauptartikel: Rod Stewart/Auszeichnungen für Musikverkäufe